# F-lyuk

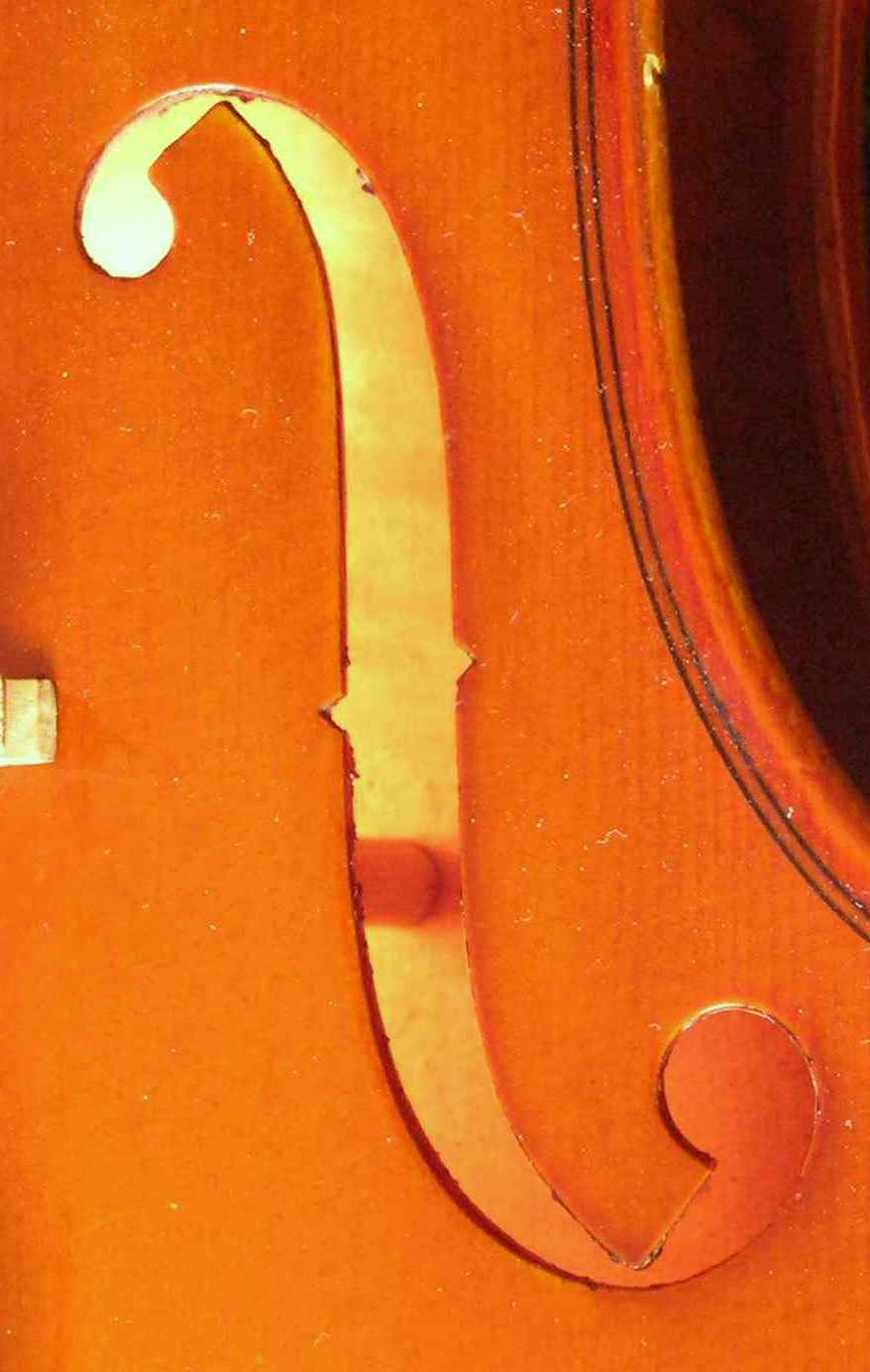
F-lyuk és a lélekfa

Az f-lyuk egy akusztikai szempontból a hangszertestbe vágott, f alakú nyílás. Kordofon hangszerek esetében a leggyakoribb, például a vonósokon és bizonyos pengetős hangszereken találkozhatunk f-lyukakkal.
A hegedű esetében a tetőrészbe, a láb két oldalán vágnak egy-egy f alakú lyukat, amely egyrészt olyan módon gyengíti meg a tetőt, hogy a láb szabadabban rezeghessen, másrészt a rezonátortest üregének biztosít bizonyos fokú nyitottságot, hangrést. Ez a két kis f-lyuk színt ad, szebbé teszi a hangszert. A hegedű f-lyukán keresztül látható a lélekfa és a készítő neve, címe is. 